# 罗卜召
罗卜召，位于内蒙古自治区鄂尔多斯市杭锦旗巴拉贡镇巴音恩格尔嘎查，是一座藏传佛教格鲁派寺院。

## 简介
罗卜召处于干旱硬梁区，饮水困难。巴音恩格尔嘎查的自来水饮水井因长年未清理水源地，在2013年初多次停水，杭锦旗民族宗教事务局得知后，同巴拉贡镇联系，协调为该庙出资3000元，该庙自筹资金3600元，清理水源地，从而解决了该庙的安全饮水问题。